# Good Morning, Vietnam
Good Morning, Vietnam è un film del 1987 diretto da Barry Levinson e interpretato da Robin Williams, Forest Whitaker, J. T. Walsh e Bruno Kirby. Tratta della permanenza a Saigon, durante la guerra del Vietnam, del disc jockey dell'aviazione Adrian Cronauer, a cui viene affidata la conduzione della radio, che gli regala moltissima popolarità ma anche non pochi detrattori tra i suoi superiori.

## Trama
Saigon, 1965: Adrian Cronauer è un aviere dell'Aviazione degli Stati Uniti d'America che arriva in Vietnam dopo aver svolto il suo lavoro di disc jockey a Creta, riscuotendo un grande successo, con il compito di risollevare la radio locale dell'esercito (AFRS). All'aeroporto il primo incontro è con Edward Garlick, che lo conduce alla stazione radio: durante il tragitto Cronauer mostra la sua vivacità cercando di approcciare delle ragazze vietnamite, ma il giovane soldato lo dissuade, venendo però colpito dalla personalità dell'uomo. L'irriverenza di Cronauer contrasta con le personalità dei suoi due diretti superiori, il sergente maggiore Phillip Dickerson ed il tenente Steven Hauk, mentre il generale addetto alla stazione radiofonica, Taylor, ne è favorevolmente colpito.
Fin dalla prima trasmissione Cronauer, che apre con uno stentoreo "Gooood Morning, Vietnam!", sconvolge i programmi e le regole della stazione: abolisce i comunicati ufficiali e la musica tradizionale, manda in onda solo musica rock tra una battuta sarcastica e uno scherzo irriverente. Gli altri DJ (tra cui il sergente Dreiwitz), gli addetti alla gestione della radio (tra cui Garlick) e molti altri soldati (tra cui Abersold, assistente di Hauk) vengono trascinati dall'entusiasmo e dalla bravura di Cronauer. Hauk invece è scontento del tipo di comicità e musica utilizzati, mentre Dickerson continua a non poter sopportare il carattere istrionico e disinvolto del nuovo arrivato. Adrian prosegue con la sua conduzione "anomala", ed in poco tempo diventa il beniamino dei soldati, che vanno pazzi per il suo stile, le sue imitazioni, i suoi sberleffi.
Un giorno Cronauer nota una giovane vietnamita, Trinh, di cui si innamora a prima vista. Per poterle stare vicino prende il posto di insegnante di inglese in una scuola vietnamita (più che altro insegnando slang e parolacce), dove ha la possibilità di entrare in contatto con la popolazione locale, diventando celebre anche qui per il suo stile e la sua simpatia. Per poter conoscere meglio la giovane Trinh, Cronauer diventa amico del giovane Tuan (che chiama "Spiritello"), fratello della ragazza: lo porta anche a bere nel bar di Jimmy, frequentato perlopiù da militari. Qui Adrian scatena una rissa per prendere le difese del giovane asiatico, poiché due soldati statunitensi non volevano il "muso giallo" nel locale, e Dickerson lo rimprovererà aspramente per quanto avvenuto.
Il tempo passa e il comportamento di Adrian convince Tuan ad organizzare un incontro con Trinh, che però si porta dietro, come da tradizione, amici e parenti. Intanto le trasmissioni proseguono, Adrian e il suo rock and roll continuano a mietere grande successo, nonostante i rimproveri (ai quali Taylor però non fa seguire sanzioni) di Dickinson e Hauk per alcune "uscite" non proprio ortodosse dell'aviere, tra le quali un montaggio "particolare" di una conferenza stampa di Richard Nixon. Tra le regole che Cronauer non gradisce c'è anche la censura preventiva di due addetti dell'esercito che, per mantenere alto il morale delle truppe, impediscono la trasmissione di molte notizie sull'escalation del conflitto, sui morti e sul terrorismo.
La situazione però cambia quando Tuan porta improvvisamente Adrian fuori dal bar di Jimmy, e pochi istanti dopo nel locale esplode una bomba, uccidendo due persone e provocando moltissimi feriti. Cronauer viene sconvolto dall'accaduto: la guerra si affaccia nella sua routine quotidiana, in tutto il suo orrore. Tornato in radio, vede che la notizia dell'attentato terroristico viene cestinata; davanti al microfono cerca di non pensarci e di eseguire gli ordini, ma alla fine comunica ugualmente la notizia. Il suo gesto stavolta ha delle serie conseguenze: il generale Taylor, pur conscio della grande popolarità di Adrian e della sua utilità per sollevare il morale dei soldati, è costretto a sospenderlo. Mentre Hauk prende, con conseguenze disastrose, il posto di DJ, uno sconfortato Cronauer si dà all'alcol, e la sua situazione peggiora quando i suoi tentativi di creare un legame più forte con Trinh (nonostante l'aiuto di Tuan) falliscono miseramente.
A Radio Saigon intanto la mancanza di Adrian si fa sentire: Hauk si rivela totalmente incapace di essere divertente e coinvolgente, la sua musica (polka soprattutto) fa infuriare gli ascoltatori, che chiamano e sommergono la stazione radiofonica di lettere per far tornare Cronauer. Il generale Taylor decide così di richiamare Adrian: nonostante l'insistenza di Garlick però l'uomo non vuole tornare, depresso e stanco delle limitazioni che dovrebbe subire. Garlick si infuria, ma in suo aiuto viene il destino: mentre i due sono in macchina incrociano un convoglio di soldati in attesa di andare al fronte. Sollecitato da Garlick e dai suoi estimatori tra i soldati, Adrian improvvisa una trasmissione lì per lì: il successo è grandioso, i ragazzi, destinati al fronte, con il loro entusiasmo contagiano Cronauer, che esce dallo sconforto e riprende con passione il suo lavoro.
Un giorno Cronauer decide di andare, assieme a Garlick, a intervistare alcuni soldati che combattono al fronte: nonostante Dickerson sia a conoscenza che la zona che attraverseranno è assai pericolosa per la presenza di Viet Cong, non avverte nessuno. La notizia viene censurata e quindi non passa nemmeno per radio. Cronauer e Garlick vengono così attaccati da alcuni giovani Viet Cong mentre si trovavano su una jeep: si salvano e riescono a fuggire per la giungla, allontanandosi dal nemico e cercando un posto sicuro. Poco dopo a Saigon Tuan viene a conoscenza del luogo dove si è recato l'amico, e, recatosi sul posto, trova i due soldati: i tre verranno riportati a Saigon poco dopo da un elicottero militare.
Al suo ritorno Cronauer ha un incontro con Dickerson: con grande stupore e rabbia Adrian viene a sapere che Tuan è il Viet Cong responsabile dell'attentato al bar, e che solo grazie a ciò Cronauer è sopravvissuto alla bomba. Sono le conoscenze di Tuan tra i ribelli che gli hanno permesso di penetrare nella zona controllata dai Viet Cong per cercare l'amico disperso. Dickerson fa capire a Cronauer che il suo tempo in Vietnam è finito, poiché la paventata amicizia con un infiltrato nemico costringe il seppur riluttante generale Taylor a farlo tornare in patria: data la gravità della situazione proteggere il disc jockey è ormai impossibile. Nell'ultimo colloquio tra Dickerson e Cronauer il sergente manifesta tutta la sua avversione per l'uomo, che di risposta lo offende andandosene dall'ufficio. Dickerson esce per affrontare Adrian, ma viene fermato da Taylor, che gli comunica, con grande dispiacere del sergente, che verrà trasferito a Guam, come punizione per il comportamento tenuto in radio in quel periodo.
Cronauer si reca da Trinh e si fa portare dal fratello: una volta trovato Tuan, gli esprime tutta la sua delusione per ciò che ha scoperto, ma il ragazzo risponde dicendo che in quella guerra terribile, dove ha perso molti parenti e amici, lui combatte il nemico in qualunque modo. Terminato il dialogo Tuan se ne va, lasciando Adrian triste, colpito ma anche deluso dalle parole del suo "amico". Il giorno dopo, mentre viene portato all'aeroporto, Adrian si ferma dai suoi "allievi" della scuola per una divertente partita di softball, al termine della quale saluta tutti, specialmente Trinh: la loro storia, impossibile in quella situazione, non è mai iniziata. Mentre l'aereo riporta Cronauer in America, Garlick, che ha preso il posto dell'amico come DJ, trasmette il nastro con l'ultima trasmissione di Adrian, che inizia con l'emblematico "Goooodbye Vietnam!", e si conclude augurando a tutti i ragazzi in Vietnam di tornare, come lui stava facendo, un giorno a casa.

## Produzione
Il vero Adrian Cronauer aveva proposto ad alcune reti televisive un progetto di sitcom basato sulla sua esperienza di disc jockey in Vietnam, ma il progetto fu rifiutato perché la guerra non era ritenuta argomento da commedia. Un successivo adattamento cinematografico capitò nelle mani di Robin Williams, che si dimostrò interessato.
A questo punto venne chiesto l'intervento dello sceneggiatore Mitch Markowitz, che elaborò un copione rispettando poco o nulla l'idea originale. Il copione aveva molte idee non definite per permettere a Williams di improvvisare davanti al microfono della radio: questa trovata fu provvidenziale perché Williams dimostrò grande talento nel recitare a braccio. Il film fu girato in Thailandia.

## Colonna sonora
Di seguito viene riportato l'elenco completo dei brani musicali che si possono ascoltare nel film. Non tutti sono contenuti nelle edizioni in commercio della colonna sonora su supporto CD.
| Titolo                                         | Artista                         |
| ---------------------------------------------- | ------------------------------- |
| Around the World in 80 Days                    | Lawrence Welk                   |
| Baby Please Don't Go                           | Them                            |
| Ballad of a Thin Man                           | The Grass Roots                 |
| Beach Blanket Bingo                            | Frankie Avalon                  |
| California Sun                                 | The Rivieras                    |
| Cast Your Fate To The Wind                     | Sounds Orchestral               |
| Danger! Heartbreak Dead Ahead                  | The Marvelettes                 |
| Don't Worry Baby                               | The Beach Boys                  |
| Dream On Little Dreamer                        | Perry Como                      |
| Five O'Clock World                             | The Vogues                      |
| Game of Love                                   | Wayne Fontana & The Mindbenders |
| There'll Be a Hot Time in the Old Town Tonight | Lawrence Welk & Myron Floren    |
| I Get Around                                   | The Beach Boys                  |
| I Got You (I Feel Good)                        | James Brown                     |
| I'll Never Smile Again                         | Lawrence Welk                   |
| In the Midnight Hour                           | Wilson Pickett                  |
| It's Alright                                   | Adam Faith                      |
| Kit Kat Polka                                  | Lawrence Welk & Myron Floren    |
| Liar Liar                                      | The Castaways                   |
| Acapulco                                       | Herb Alpert & The Tijuana Brass |
| Lollipops and Roses                            | Jack Jones                      |
| Nowhere to Run                                 | Martha Reeves and the Vandellas |
| Smoke Gets in Your Eyes                        | Ray Conniff                     |
| Sugar and Spice                                | The Searchers                   |
| The Warmth of the Sun                          | The Beach Boys                  |
| What a Wonderful World                         | Louis Armstrong                 |
| Yeh Yeh                                        | Georgie Fame & The Blue Flames  |
| My Boyfriend's Back                            | The Angels                      |
| Puff, the Magic Dragon                         | Peter, Paul and Mary            |
| Rawhide                                        | Frankie Laine                   |
| You Keep Me Hangin' On                         | The Supremes                    |
| Like Tweet                                     | Joe Puma & Eddie Hall           |
| Get a Job                                      | The Silhouettes                 |

## Distribuzione

### Data di uscita
Il film venne distribuito in varie nazioni, fra cui:
- Stati Uniti, 23 dicembre 1987 (Distribuzione limitata)
- Stati Uniti, 15 gennaio 1988 (Wide release)
- Brasile, Bom Dia, Vietnã 12 febbraio 1988
- Australia, 21 aprile 1988
- Argentina, Buenos días, Vietnam 19 maggio 1988
- Islanda, 2 settembre 1988
- Francia, 7 settembre 1988
- Germania Ovest, 8 settembre 1988
- Finlandia, Hyvää huomenta, Vietnam 9 settembre 1988
- Hong Kong, 15 settembre 1988
- Paesi Bassi, 15 settembre 1988
- Regno Unito, 30 settembre 1988
- Grecia, Kalimera, Vietnam 7 ottobre 1988
- Italia, 7 ottobre 1988
- Svezia, 7 ottobre 1988
- Portogallo, Bom Dia, Vietname 14 ottobre 1988
- Giappone, 15 ottobre 1988
- Spagna, 21 ottobre 1988
- Danimarca, 2 dicembre 1988

## Accoglienza

### Incassi
La pellicola incassò 123922370 $ in Nord America, diventando il quarto più alto incasso del 1987.

### Critica

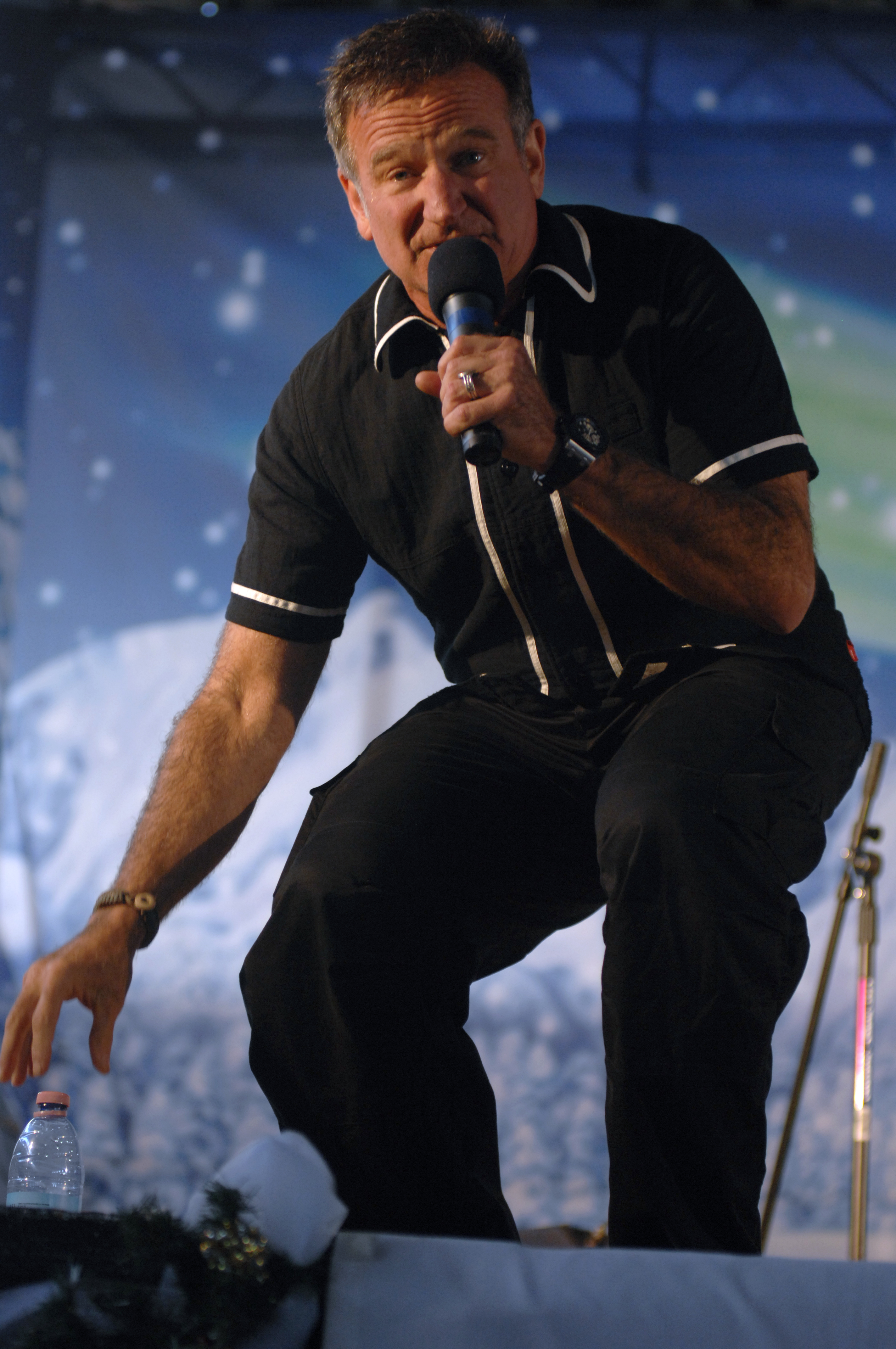
Robin Williams ricevette il plauso della critica per la sua interpretazione di Adrian Cronauer

Il film venne accolto con ottime critiche. Sul sito Rotten Tomatoes registra il 90% delle recensioni professionali positive, definendolo "una miscela ben calibrata di commedia frenetica e dramma commovente" che "offre uno sguardo accattivante a una vasta gamma di regali cinematografici da parte di Robin Williams". Su IMDb ha una valutazione positiva di 7,3/10. Su Metacritic ha invece un punteggio di 67 su 100 basato su 15 recensioni.
Roger Ebert diede al film un giudizio di quattro stelle su quattro, con particolari lodi rivolte al personaggio principale, definito "di gran lunga il miglior lavoro che Williams abbia mai fatto in un film". Richard Corliss del Time la etichettò "la migliore commedia militare dopo M*A*S*H", e nominò il film come uno dei migliori dell'anno. Vincent Canby del New York Times definì la pellicola un "tour de force" cinematografico e descrisse la performance di Robin Williams come "il lavoro di un attore affermato". L'acclamata performance fruttò all'interprete un Golden Globe e la sua prima candidatura all'Oscar al miglior attore.
Tuttavia il film non fu esente da pareri discordanti. Hal Hinson del Washington Post recensì negativamente la pellicola, lodando l'interpretazione del protagonista, ma definendo il tutto come un semplice "film concerto di Robin Williams saldato goffamente sulla trama di una vecchia pellicola di Danny Kaye".

## Riconoscimenti
- 1988 – Premio Oscar
  - Candidatura Miglior attore protagonista a Robin Williams
- 1988 – Golden Globe
  - Miglior attore in un film commedia o musicale a Robin Williams
- 1989 – Premio BAFTA
  - Candidatura Miglior attore protagonista a Robin Williams
  - Candidatura Miglior sonoro a Bill Phillips, Clive Winter e Terry Porter

Nel 2000 l'American Film Institute ha inserito Good Morning, Vietnam al 100º posto della classifica delle cento migliori commedie americane di tutti i tempi.